# Castelletto di Longhignana
Il Castelletto di Longhignana (talvolta indicato come cascina castello di Longhignana) è un edificio difensivo di origine medievale situato a Longhignana, località del comune di Peschiera Borromeo, in provincia di Milano, in Lombardia.

## Storia

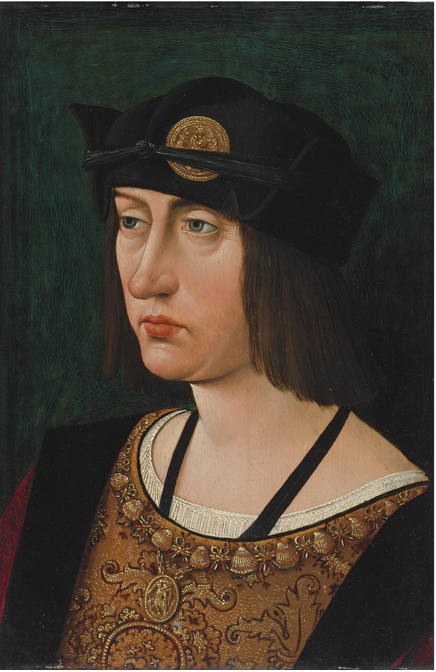
Luigi XII di Francia fu tra gli ospiti più importanti del castello. Vi soggiornò brevemente nel 1499

Le origini del castello di Longhignana risalgono al Quattrocento quando venne costruito dal ducato di Milano come parte dei sistemi difensivi del borgo di Peschiera ed affidato in castellania alla famiglia Longhignani (da cui il nome della frazione). Bernabò Visconti utilizzò la struttura come residenza di caccia per poi cederne l'utilizzo ai frati Umiliati che adibirono la struttura a convento. Nel 1456 l'ordine degli Umiliati vendette il castello a Vitaliano Borromeo che riportò il castello ad uso di residenza di caccia, essendo divenuta la sua famiglia nel contempo anche feudataria della vicina cittadina e castello di Peschiera. L'edificio, posto lungo la principale strada di collegamento col borgo, si dotò poco dopo di una trattoria "con stallazzo" che forniva cambio cavalli a viaggiatori ed ai corrieri, assumendo quindi sempre più una qualifica di struttura rurale.
Lo scrittore locale Sergio Leondi, nelle sue opere "Il poeta Gaspare Visconti" e "Peschiera Borromeo", riferisce inoltre delle frequenti visite di San Carlo Borromeo alla struttura di famiglia, come pure del fatto che nel 1499, durante la sua breve permanenza a Milano, il re di Francia, Luigi XII, in segno di amicizia nei confronti del nobile Lodovico Borromeo e di sua moglie Bona da Longhignana, accettò di tenere a battesimo il loro primogenito. Qualche tempo dopo la nascita del figlio, e Luigi si portò personalmente presso il castello di Longhignana per far visita a Bona e le donò una collana d'oro e gemme del valore di 500 ducati, intrattenendosi con lei per fare colazione.

## Struttura
Della struttura originaria del castello si è conservato oggi ben poco, in quanto la struttura dal Cinquecento è stata sempre più mutata in residenza agricola con pertinenze sui terreni circostanti, dando maggior valore di residenza al vicino castello di Peschiera Borromeo.
L'area dell'antica trattoria è ancora oggi presente ed in funzione con un ristorante.